# Luigi Galli (mafioso)
Luigi Galli inteso "Scarpuzza" (Messina, 1956) è un mafioso italiano, considerato uno dei boss mafiosi più influenti dello scenario mafioso di Messina degli anni 90 e 2000. È stato considerato il boss del clan di Giostra.

## Biografia
Non ci sono dati pubblici facilmente reperibili che chiariscano la sua data di nascita, tuttavia da alcuni articoli di giornale si può dedurre che sia nato tra il 1956 ed il 1957.
La sua figura è associata a fenomeni di natura mafiosa fin da fine anni 70 e inizio anni 80, quando a Messina imperversava una sanguinosa guerra tra i due principali clan.
Dopo il Maxiprocesso di Messina, gli equilibri criminali della città cambiarono: la criminalità organizzata non era più suddivisa in due gruppi, ma in più clan che operavano in zone precise della città. In questo modo prese vita la forma moderna del clan di Giostra, di cui Luigi Galli è stato a lungo reggente insieme a Mario Marchese. Nel corso del tempo si sono scissi più gruppi mafiosi anche contrapposti all'interno del clan di Giostra, per tale motivo talvolta il sodalizio mafioso riconducibile al boss è stato identificato come clan Galli.
Tra i reati commessi dagli affiliati al clan vi sono: omicidi, estorsioni, appalti pilotati, influenze su locali o imprese, traffico di stupefacenti, detenzione di armi, gestione del gioco d'azzardo e gestione delle corse clandestine.
Venne arrestato e dal 2006 gli fu commutato l'ergastolo con parte della detenzione in regime di 41-bis per un cumulo di pene emerse dalle operazioni "Peloritana 1" e "Peloritana 2".